# Gefecht der verbundenen Waffen

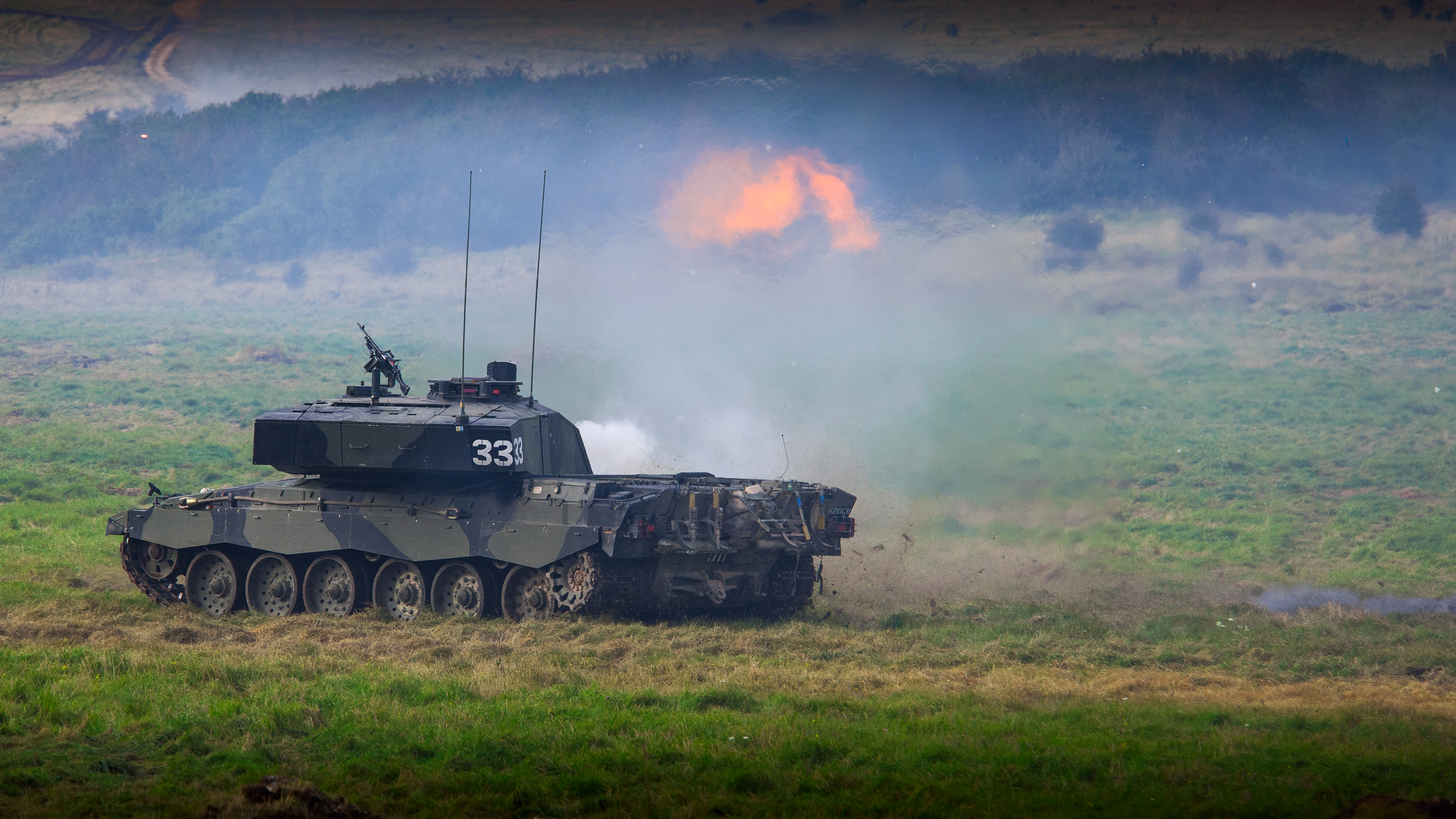
The King’s Royal Hussars als Armoured Infantry Battlegroup. Kampfpanzer bekämpft Ziele im Manöver

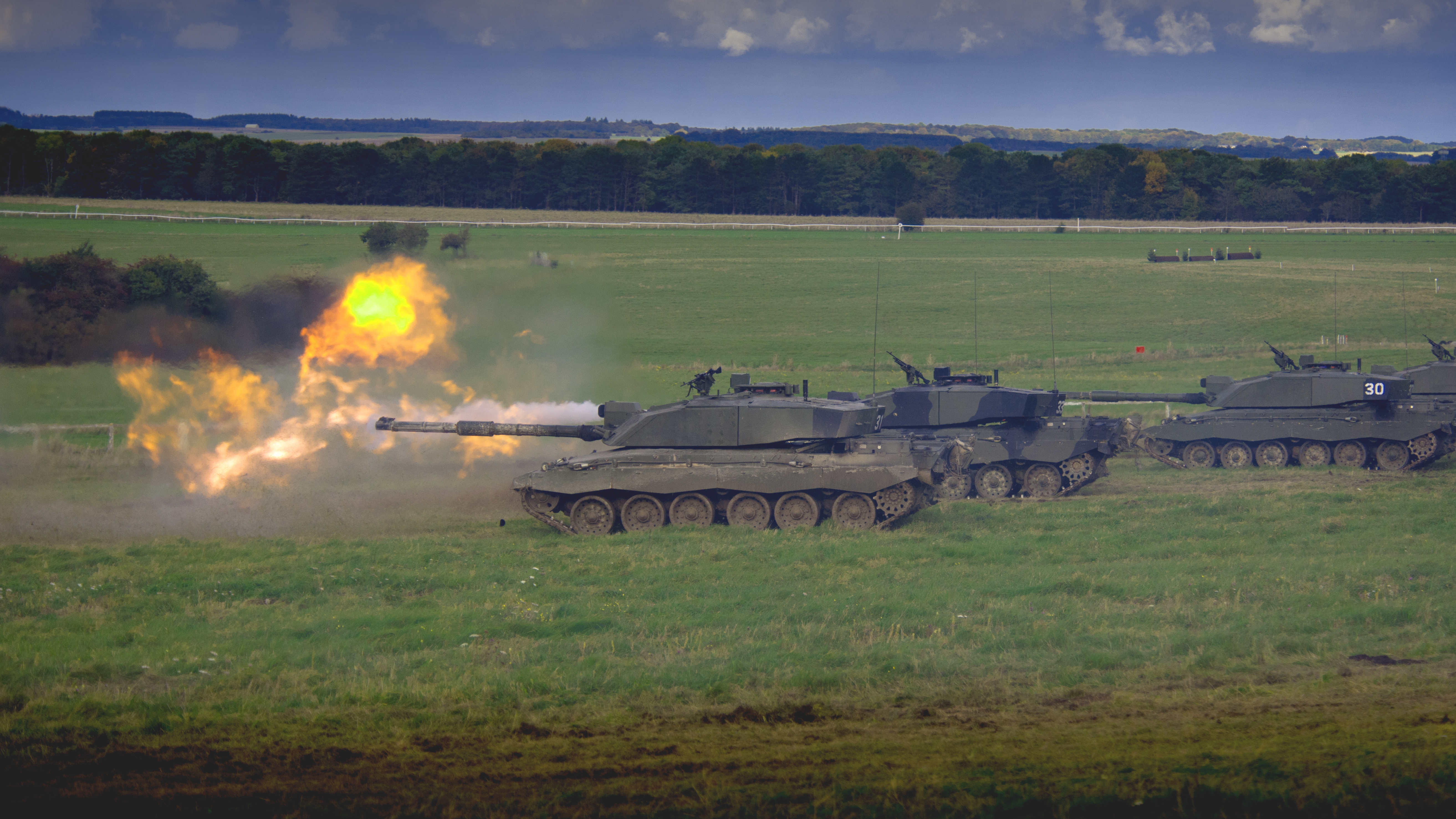
The King’s Royal Hussars als Armoured Infantry Battlegroup. Kampfpanzerzug im Manöver

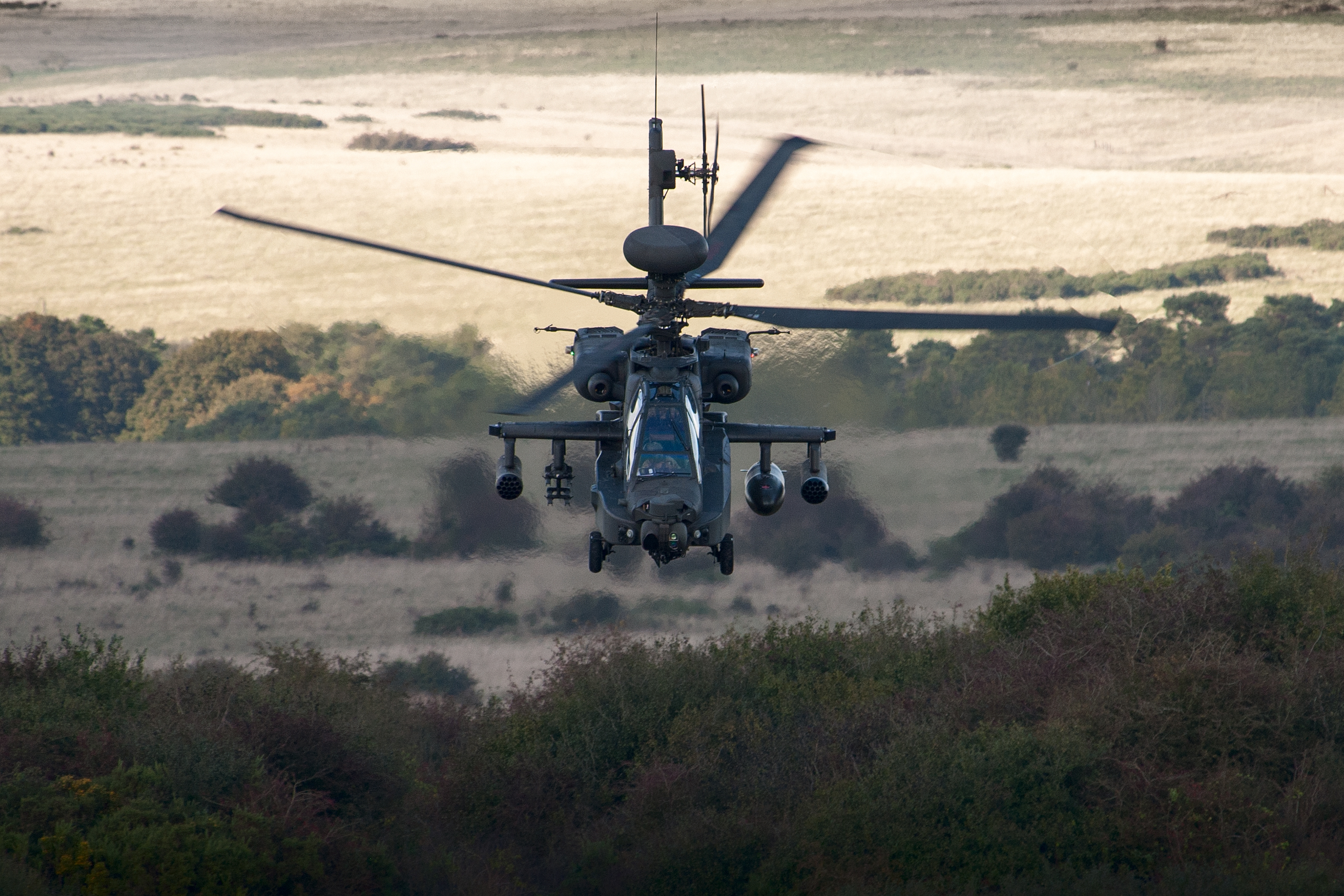
Einsatz von Kampfhubschraubern über dem Gefechtsfeld

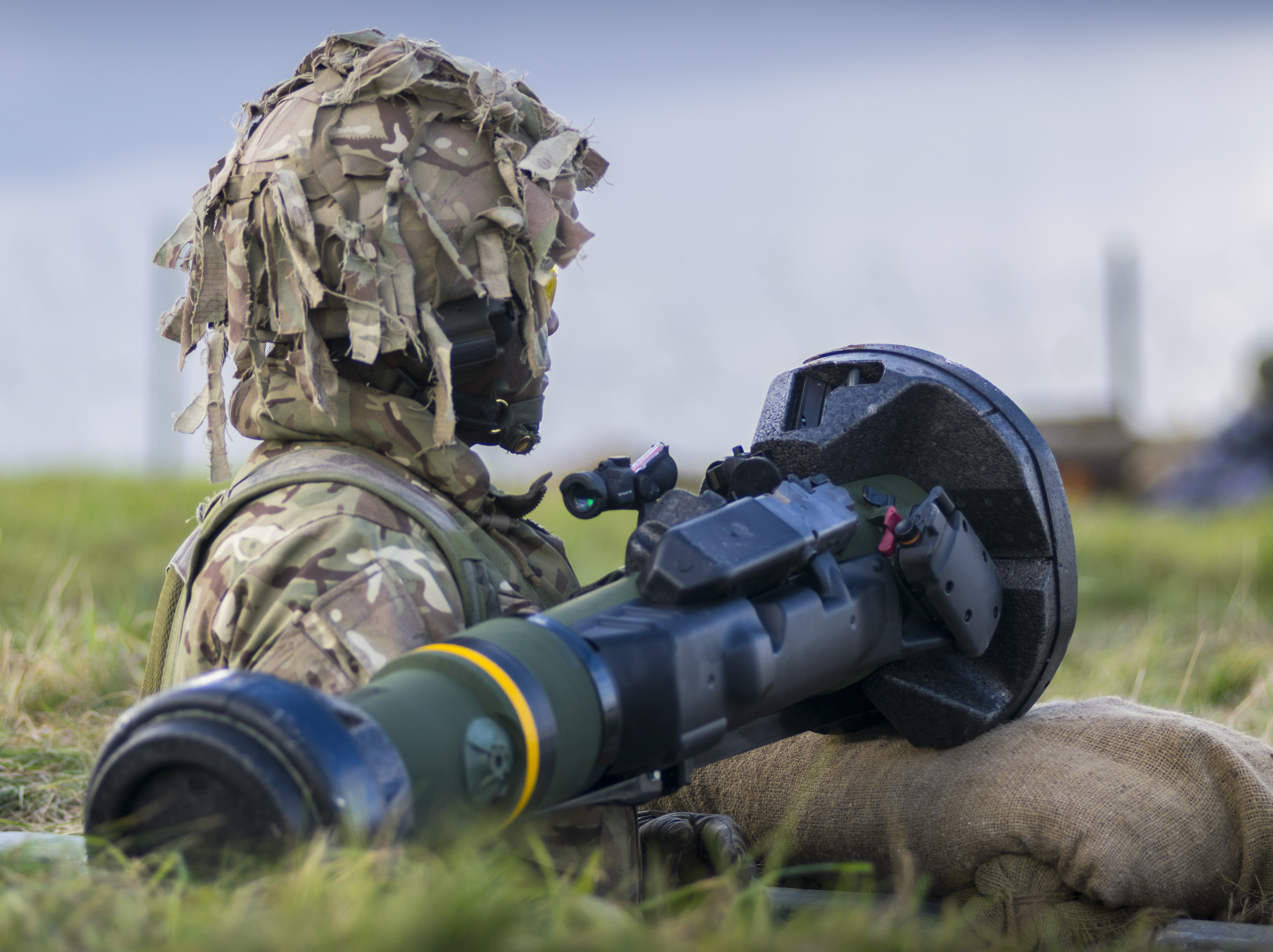
Panzerabwehrsoldat

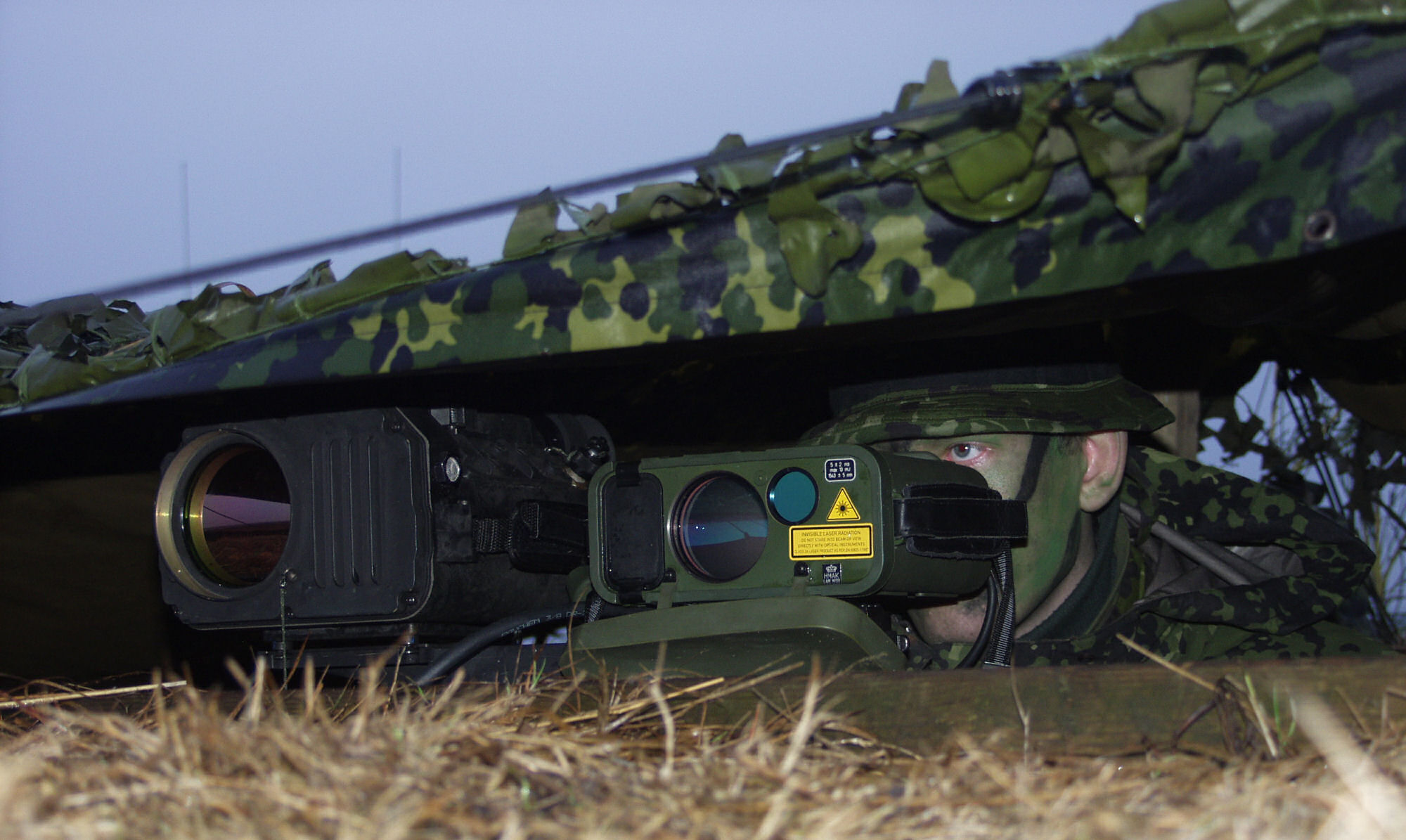
Dänischer Artilleriebeobachter (VB)

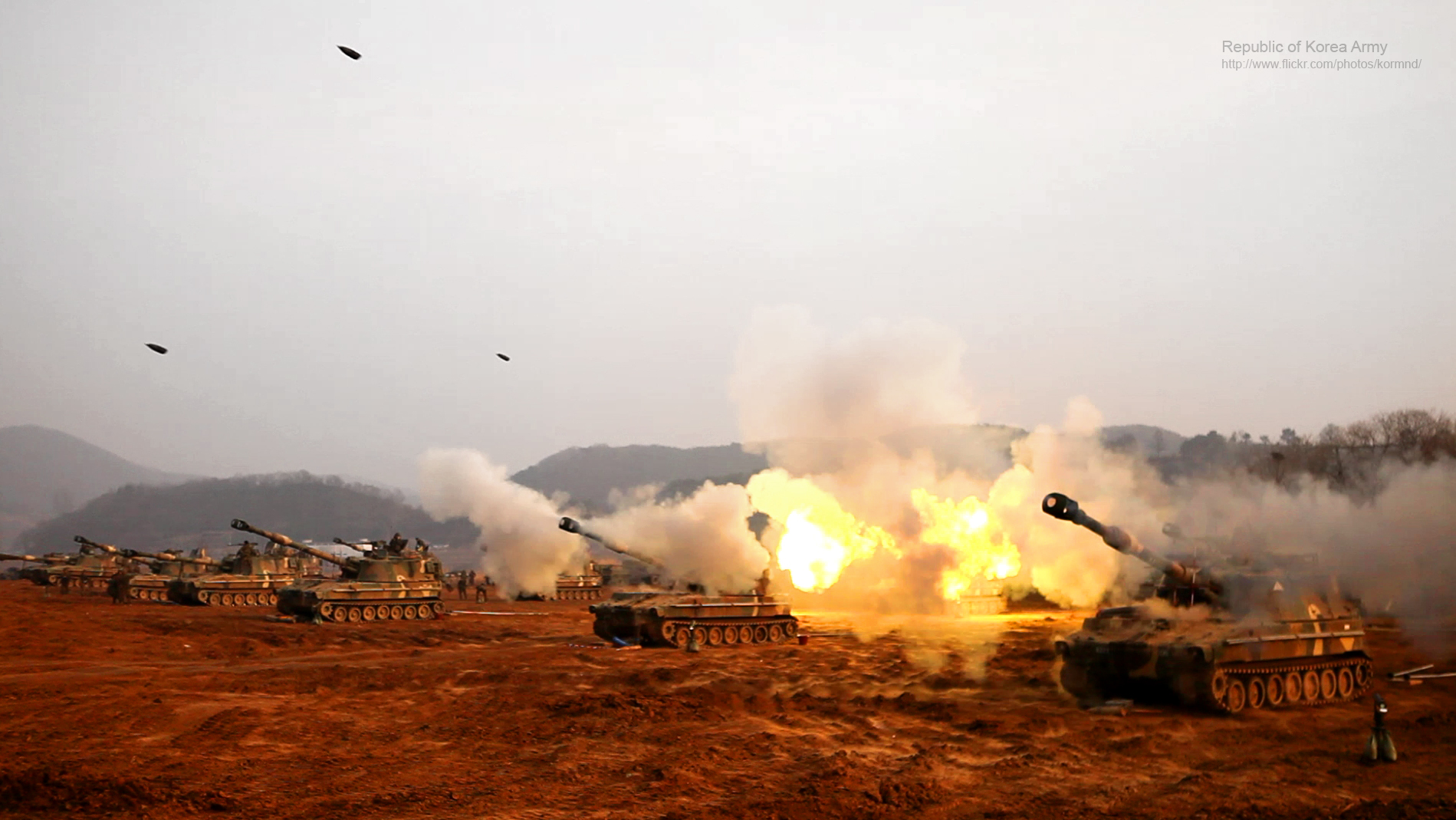
Panzerhaubitzen-Batterie im Feuerkampf

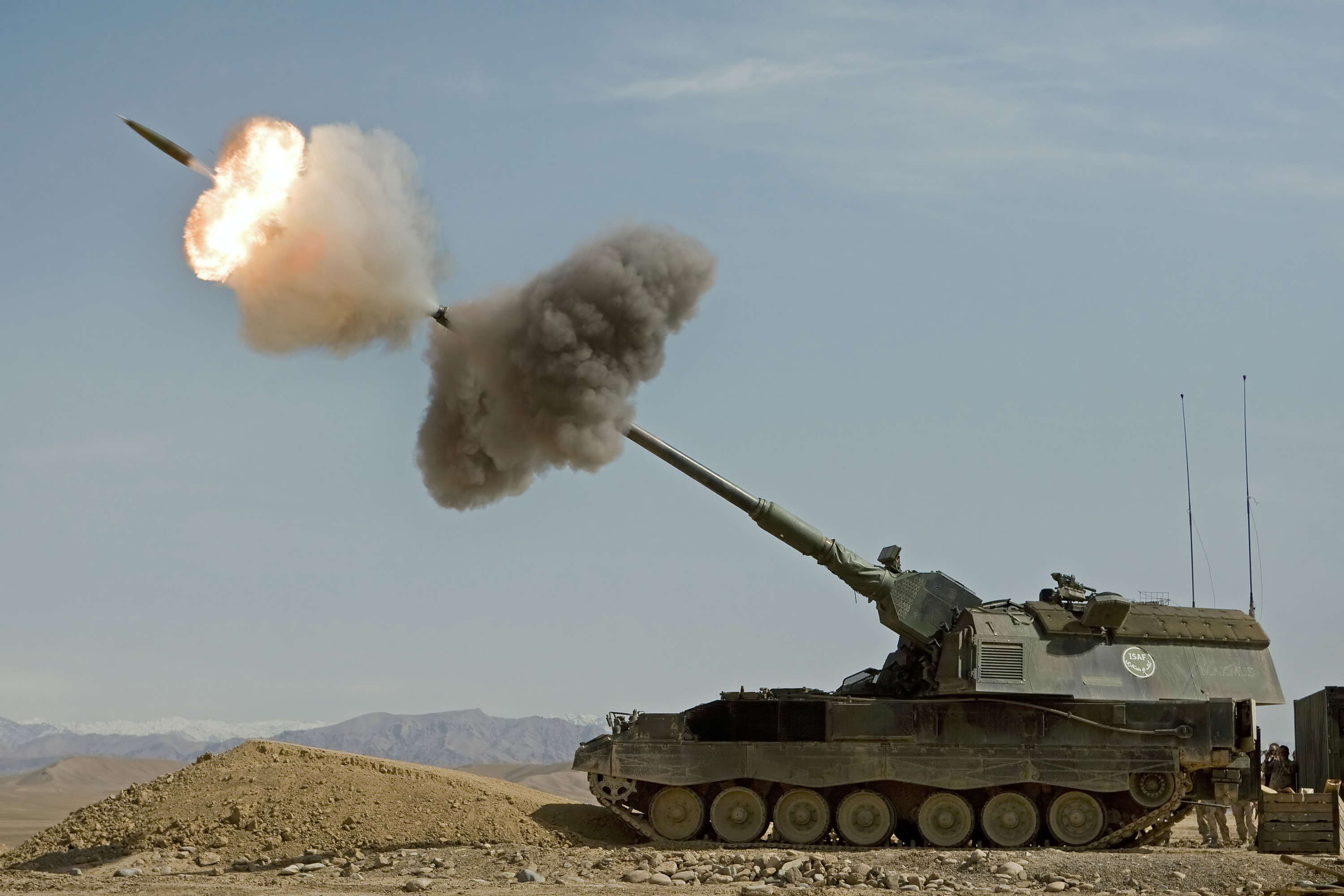
Abfeuern einer niederländischen Panzerhaubitze

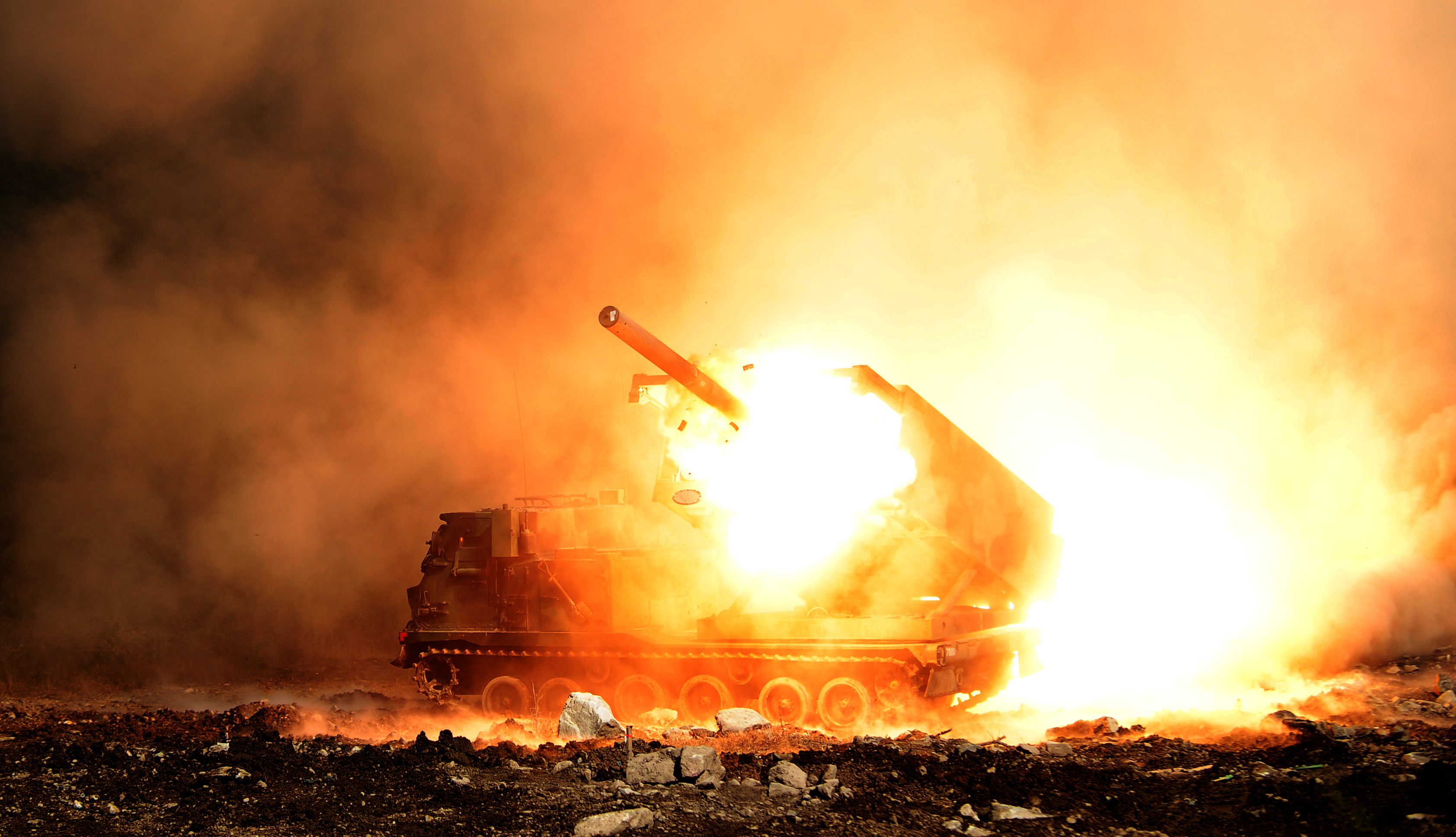
MLRS Raketenwerferfeuer

Das Gefecht der verbundenen Waffen (englisch combined arms) ist ein taktisch-operatives Konzept zum Einsatz von Streitkräften, deren Kombination seit der Antike mit den jeweils verfügbaren Streitkräftegruppen genutzt wurde. In Deutschland wurde es nach den Erfahrungen des Ersten Weltkrieges 1921/22 in der Heeresdruckvorschrift H.DV. 487 zur „Führung und Gefecht der verbundenen Waffen“ (FuG) beschrieben und seit den 1920er-Jahren von internationalen Streitkräften mit unterschiedlichen Begrifflichkeiten weiter entwickelt. In der Bundeswehr wurde es 2007–2020 auch als Operation verbundener Kräfte bezeichnet und ist ein operativ-taktisches Konzept der Gefechtsführung, in dem die unterschiedlichen Teilstreitkräfte mit ihren Truppengattungen den Gefechtswert maximieren, sich in ihren Fähigkeiten ergänzen und bei der bereits die taktische Ebene eines Gefechtsverbands durch Kräfte der Kampfunterstützungstruppen unterstützt und durch Führungstruppen mit weiteren Kräften koordiniert wird. Dies erfolgt durch Unterstellung, Anweisung auf Zusammenarbeit, Kommunikationsmittel und Verbindungsoffiziere.

## Historie
In der Antike hatte bereits die Römische Legionen unterschiedliche Truppenteile deren Zusammensetzung bei militärischen Operationen jeweils nach taktisch-operativen Überlegungen erfolgte.

### Anfänge nach dem Ersten Weltkrieg
Aus den Erfahrungen des Ersten Weltkrieges entstand in der Reichswehr 1921/22 unter Hans von Seeckt die Vorschrift Heeresdruckvorschrift H.DV. 487 „Führung und Gefecht der verbundenen Waffen“ (FuG). Diese wurde durch die Heeresdruckvorschrift H.Dv. 300/1 „Truppenführung“ (T.F. 1933, auch: „Beck-Vorschrift“) unter Federführung von Generalleutnant Ludwig Beck abgelöst.
In den 1930er Jahren wurden die taktischen Elemente weiterentwickelt und nach dem Zweiten Weltkrieg von der Bundeswehr zunächst weitgehend übernommen. Mechanisierte Truppengattungen sollten eng mit Unterstützungskräften und der Luftwaffe oder Heeresfliegerkräften zusammenwirken, um einen möglichst hohen gemeinsamen Gefechtswert zu erreichen.
Dies galt und gilt auch schon vor dem Zweiten Weltkrieg für die Infanterie im Zusammenwirken mit Artillerie und Pionieren sowie dem Zusammenwirken und der Unterstützung mit Kampfpanzern und Schützenpanzern zur Panzerbekämpfung und Kampfunterstützung.
Trotz Änderungen der strategischen Vorgaben (Auslaufen des Kalten Krieges) und daraus resultierender neuer taktischer Ausrichtung der Bundeswehr blieben die Grundzüge des Gefechts der verbundenen Waffen und Fähigkeiten (Truppengattungen mit Fähigkeiten und Personal mit Ausbildung) erhalten.
Von 2007 bis 2020 wurde diese Taktik in der Überarbeitung der Heeresdienstvorschrift (HDV) 100/200 als Operation verbundener Kräfte bezeichnet. Diese Bezeichnung ist v. a. heute treffender, weil längst nicht nur Waffen im Einsatz zusammenwirken, sondern für einen Einsatzerfolg viele verschiedene Gebiete wie Informationen hinzugezogen werden und zusammenwirken.

### Gefecht der verbundenen Waffen im Kalten Krieg
Das Gefecht der verbundenen Waffen war ein Kernelement der NATO-Verteidigungsstrategie gegen stark gepanzerte Kräfte des Warschauer Paktes. Ausgangspunkt war die Überlegung, dass eine hohe numerische Überzahl an gepanzerten Gefechtsfahrzeugen durch das Zusammenwirken verschiedener Waffengattungen in den Gefechtsarten Verzögerung oder Verteidigung, aber auch im Gegenangriff am effizientesten bekämpft werden kann.
Dazu wurde je nach Lage mit einer bestimmten Truppeneinteilung geplant. Die Panzeraufklärer mit ihren schweren (Kampfpanzer Leopard 1) und ihrer infanteristischen Kompanie (Jäger TPz) sowie den leichten (Spähpanzer Luchs) Spähzügen erhielten vorrangig den Auftrag, vor dem Vorderen Rand der Verteidigung (VRV), entweder ein Verzögerungsgefecht zu führen oder bodengebundene Gefechtsaufklärung zu betreiben, sowie offene Flanken zu überwachen und in diesen Feindkräfte zu verzögern.
Die Hauptlast des Gefechtes der verbundenen Waffen wurde von der Panzer- und Panzergrenadiertruppe im Zusammenwirken mit Panzerabwehrhubschraubern, Panzerartillerie, Panzerpionieren und Luftnahunterstützung der Luftwaffe direkt am VRV getragen.
Im operativen Einsatz wurden Feindkräfte durch den Einsatz von Luftschlägen in der Gefechtsfeldabriegelung, und durch weitreichende Artillerie mit dem Mittleren Artillerieraketensystem (MARS) in der Tiefe des Gefechtsraumes abgenutzt.
Während Kampfpanzer im Duell feindliche Kampfpanzer auf weite Entfernungen bekämpften und dabei im raschen Wechsel Schwerpunkte bilden und diese verlagern sollten, kam den Schützenpanzern und ihren abgesessenen Schützentrupps die Aufgabe zu, deren Vorgehen zu unterstützen und feindliche Infanterie (Mot-Schützen) zu bekämpfen.
Um hier eine hohe Feuer- und Durchsetzungskraft sowie Beweglichkeit zu erreichen, wurden einer verteidigenden oder verzögernden Panzergrenadierkompanie (11 Schützenpanzer Marder) ein Panzerzug (4 Kampfpanzer Leopard 1, später Leopard 2) unterstellt, die dafür ihrerseits einen Panzergrenadierzug an das Panzerbataillon abgab. Erdarbeitsgeräte der Verbände unterstützten beim Stellungsbau oder von Deckungsmulden für Feuerstellungen.
In Infanteriegelände (Waldgebiete und urbanem Gelände) kam selbständig die durch MTW mechanisierte Jägertruppe zum Einsatz. Diese wurde durch Panzergrenadiere und Panzer unterstützt, die sich nicht für das Gefecht in dichtbebautem oder stark bewachsenem Gelände eignen.
Die Pioniere verlegten zur Unterstützung Auffang- und Wurfminensperren, verzögerten damit Feindkräfte und führten und kanalisierten diese in vorgeplante Bewegungsrichtungen.
Die vorgeschobenen Beobachter (VBs) der Mörser und Artillerie leiteten direkt am VRV die Feuerunterstützung. Die schwere Kompanie, mit Sprengsplittergranaten ihrer Panzermörser, diente der unmittelbaren Feuerunterstützung eines Panzergrenadierbataillons auf weiche und halbharte Ziele sowie durch Nebel.
Während die Panzermörser direkt vom Bataillon befehligt wurden, unterstand die Rohr- und Raketenartillerie dem Artillerieführer der Brigade bzw. der Division. Die Artillerie (Feldartillerie, Panzerartillerie mit Panzerhaubitze M109 oder Raketenartillerie mit Raketenwerfer LARS, später MARS auch MLRS) übernimmt hierbei die direkte Feuerunterstützung der Bodentruppen durch Sperrfeuer. Auf Divisionsebene führt sie hauptsächlich den Konterbatteriekampf (Bekämpfung der gegnerischen Artillerie nach Zielaufklärung durch EloKa, Schallmess-, Lichtmesstrupps etc.) und vormals auf Korpsebene den Kampf in der Tiefe, indem sie Hochwertziele wie feindliche Gefechtsstände oder den Nachschub bekämpft. Auf der Korpsebene wurde nach Auslösung der Korps-Artillerieregimenter dieser Auftrag durch die Sorties der Luftwaffe mit dem BAI übernommen.
Für Luftunterstützung war der Fliegerleitoffizier (heute Forward Air Controller) zuständig. Hierzu gehörten Luftnahunterstützung (CAS – Close Air Support) im Close Combat Area und auf weitere Entfernungen die Gefechtsfeldabriegelung (BAI – Battlefield Air Interdiction) im Raum Deep Combat Area.
Die Panzerabwehrhubschrauber (PAH) der Heeresflieger sollten feindliche Panzerverbände unmittelbar vor dem VRW bekämpfen und Panzerdurchbrüche von Rot abriegeln.
Der Heeresflugabwehrtruppe kam die Aufgabe zu, mit Flak-Panzer Gepard und FlaR-Roland feindliche Erdkampfflugzeuge und Kampfhubschrauber wie den als besonders bedrohlich eingestuften Mil Mi-24 Hind (“fliegender Panzer”) zu bekämpfen.
Aus Kampfentfernungen von drei bis vier Kilometern wirkten bei geeignetem Gelände aus den Flanken Jagdpanzer der Panzerjägertruppe. Diese ging später in den schweren Panzergrenadierkompanien auf. Der Jaguar 1 und 2 wurde, seiner Kampfweise entsprechend, in erster Linie aus gedeckten Hinterhaltstellungen eingesetzt. Ihnen kam die Aufgabe zu, mit Lenkflugkörpern erstrangig feindliche Führungspanzer und Vorausabteilungen auszuschalten. Aufgrund ihrer großen Reichweiten und Gefechtsfeldbeweglichkeit sind Panzerjäger dazu in der Lage, einen Panzerabwehrverband schwerpunktmäßig zu verstärken und durchgebrochene Gegner bekämpfen. Sie kämpfen aus natürlicher Deckung heraus und bewegen sich auf erkundeten Anmarschwegen von der Lauer- in die Feuerstellung. Die Wahl ihrer Stellung richtet sich dabei hauptsächlich nach den Wirkungsmöglichkeiten und Schussdistanzen ihrer LFK. Des Weiteren konnten Luftlandekräfte als hochbewegliches Manöverelement zum Tragen kommen.

## Doktrin
Kern der Operation verbundener Kräfte ist die Koordination von Feuer und Bewegung der eigenen Kräfte, um den eigenen Auftrag gegenüber Feindkräften durchzusetzen. Hierzu wirken die verschiedenen Truppengattungen des Heeres der Kampftruppen aus Panzertruppen und Infanterie sowohl mit den Kampfunterstützungstruppen (Artillerie, Pioniere, Heeresflieger, Heeresflugabwehr, ABC-Abwehrtruppe) sowie auch mit den Führungstruppen u. a. Heeresaufklärungstruppe, Elektronische Kampfführung, Fernmeldetruppe auf dem Gefechtsfeld so mit der Luftwaffe zusammen, dass einerseits die eigene Informations- und Feuerüberlegenheit sowie die Bewegungsfähigkeit an der entscheidenden Stelle erzwungen, ihr Einsatzwert und ihr Durchhaltevermögen erhöht und andererseits die Aufklärungs-, Wirkungs- und Bewegungsmöglichkeiten des Feindes minimiert werden sollen.
Kennzeichnend für die Fähigkeit zum Gefecht der verbundenen Waffen ist das vorhandene Führungs- und Informationssystem. Im Idealfall werden Aufklärungsergebnisse in Form universell nutzbarer Zieldaten direkt der Führung zugänglich gemacht, die wiederum dasjenige Waffensystem mit der Bekämpfung des jeweiligen Ziels beauftragt, das hierfür im Rahmen der streitkräftegemeinsamen Taktischen Feuerunterstützung am besten geeignet ist. Rechnergestützte Auswertesysteme reduzieren gelegentliche Mehrfach-Zielbekämpfungen bzw. ein Außer-Acht-Lassen von erforderlicher Zieleinwirkung.
Wichtige Bestandteile der Operation verbundener Kräfte sind Feuer und Bewegung – Sperren und Elektronischer Kampf (EloKa) als Kräfte – Raum – Zeit – Information.

## Durchführung
Bis zur Einnahme der Heeresstruktur Neues Heer für neue Aufgaben 1997–2001 waren die wesentlichen Elemente durch Kampftruppen mit Panzern und Panzergrenadieren sowie Artillerie und Pionieren (Sperren, Räumen) zum Gefecht der verbundenen Waffen in einer Brigade organisch enthalten. Die Zuteilung weiterer Kräfte wie Heeresflugabwehr oder Verstärkung der Artillerie (für den Feuerkampf oder zur Aufklärung) oder Pioniere erfolgte durch Kräfte der übergeordneten Division. Die Division selber erhielt durch Zuteilung Sorties als Offensive Kräfte der Luftwaffe durch das Korps zur Luftnahunterstützung (englisch Close Air Support), um damit die Brigaden zu unterstützen. Der Kampf in der Tiefe wurde durch die Divisions- und Brigadeartillerie geführt. Nur auf herausragende Ziele oder außerhalb der Reichweite der Artillerie wurden Sorties zum Battlefield Air Interdiction durch das Korps eingesetzt, die Divisionen verfügten zum Kampf in die Tiefe über ihr Divisions-Artillerieregiment.
Nach dem Zwischenschritt Heer der Zukunft (2001–2006) sind die Kräfte des Heeres im Neuen Heer bzw. Heer 2010 (ab 2006) völlig neu strukturiert. Nur noch die zu den Eingreifkräften gehörenden Brigaden der 1. Panzerdivision (Panzerlehrbrigade 9 und Panzerbrigade 21) sowie die Deutsch-Französische Brigade sind in der Lage eine Operation verbundener Kräfte mit eigenen Truppenteilen selbständig zu führen. Die Brigaden der Stabilisierungskräfte sowie die Brigaden der Division Spezielle Operationen sind erst dann dazu befähigt, wenn ihnen im Einsatz entsprechende Kräfte der Kampfunterstützungstruppen, vormals als Teile der Heerestruppenbrigade, unterstellt werden.
Das Gefecht der verbundenen Waffen wird bereits ab der Einheitsebene der Kompanie geführt. Dazu werden die Züge einer Panzer- und Panzergrenadierkompanie gegenseitig im Zuge der Truppeneinteilung durch das übergeordnete Bataillon unterstellt – so dass diese grundsätzlich jeweils zwei Panzerzüge und zwei Panzergrenadierzüge führt. Der Kompanie werden zusätzlich Teile der Stabs- und Versorgungskompanie  wie Fernmeldetrupp (Bataillonsfunkkreis), Sanitätstrupp, Wartungsgruppentrupp (WTG-Trupp) und Bergepanzer sowie ein Feldküchentrupp unterstellt.
Vormals wurden von der dem Bataillon zugewiesenen Heeresflugabwehrbatterie zwei Kanonenflugabwehrpanzer Gepard, darüber hinaus aus der Mörserkompanie oder heute vom Divisions- oder Brigadeartilleriebataillon, Vorgeschobene Beobachter (VB); durch die Brigadepionierkompanie ein Panzerpionierzug dem Bataillon oder eine Pioniergruppe der Kompanie auf Zusammenarbeit zugewiesen.

## Weitere Entwicklung
Die weitere Entwicklung führt zur vernetzten Operationsführung (englisch Network Centric Warfare), die nicht nur teilstreitkraftübergreifend wirkt, sondern auch alle anderen Einflussfaktoren in die Operationsplanung einbezieht, wie z. B. das Verhalten von Gruppen der lokalen Zivilbevölkerung und von Nichtregierungsorganisationen (NGOs). Die NATO-Streitkräfte entwickeln das Konzept der vernetzten Operationsführung seit dem Jahr 2017 zu "Multi Domain Operations" weiter. 

## Studien
John R. Walker erstellte 2009 für die United States Army die Studie Bracketing the enemy: forward observers and combined arms effectiveness during the Second World War. (deutsch etwa: den Feind einklammern. Gefechtsfeldbeobachter und die Effektivität von kombinierten Waffen während des Zweiten Weltkriegs). Die Studie wurde im April 2012 digital veröffentlicht und ist damit Teil der 'Combined Arms Research Library Digital Library'.